# 国際会計基準委員会
国際会計基準委員会（英語: International Accounting Standards Committee, IASC, 1973年6月29日 - 2001年4月）は、職業会計士団体の合意によって設立され、国際会計基準（IAS）を作成していた組織である。

## 概要
国際会計基準委員会（IASC）は、1973年6月29日にロンドンを拠点として、オーストラリア、カナダ、フランス、ドイツ、日本、メキシコ、オランダ、アメリカ合衆国の職業会計士団体の合意によって設立され、国際会計基準（IAS）の作成にあたっていた組織である。
2001年4月に、基準設定機関としての機能を国際会計基準審議会（The International Accounting Standards Board, IASB）へ承継し、国際会計基準審議会を監督する機関たる国際会計基準委員会財団として組織改正した。

## 国際会計基準委員会財団
国際会計基準委員会財団（International Accounting Standards Committee Foundation, IASC Foundation）は、国際会計基準審議会（IASB）の監督機関である。ガバナンスは、22人の評議員によっており、評議員のうち6人はアジア・オセアニア地域から、6人はヨーロッパから、6人は北米から、4人はいずれか地域から、それぞれ選任される。
国際会計基準委員会財団は、国際会計基準審議会（IASB）を通じて、公益に資するよう、一般目的財務諸表において透明性があり比較可能な情報を提供する、高品質かつ国際的な会計基準の単一のセットを開発することを公約している。国際会計基準委員会財団は、世界中の主要な会計事務所、金融機関及び事業会社、中央及び開発銀行、及び他の国際的及び専門的職業団体からの寄付を活動資金とする組織である。